# Kanato de Kumul
El Kanato de Kumul era un kanato feudal turco-mongol semiautónomo (equivalente a una bandera en Mongolia) dentro de la dinastía Qing y luego de la República de China hasta que fue abolido por el gobernador de Sinkiang, Jin Shuren, en 1930. El kanato estaba ubicado en la actual prefectura de Kumul en Xinjiang.

## Historia
Los kanes de Kumul eran descendientes directos de los kanes del Kanato de Chagatai y, por tanto, los últimos descendientes del Imperio mongol.
La dinastía Ming estableció una relación tributaria con el Kanato de Turpán (división de Mogolistan), que puso fin a Kara del en 1513 tras su conquista por Mansur Khan en el conflicto Ming-Turpan. El kanato rindió homenaje a los Ming. El Kanato de Turpán bajo el sultán Said Baba Khan apoyó a los musulmanes chinos leales a Ming durante la rebelión de Milayin de 1646 contra la dinastía Qing.
A partir de 1647, después de la derrota de los leales a Ming, durante la cual el príncipe Kumul Turumtay fue asesinado a manos de las fuerzas Qing, Kumul se sometió a los Qing y envió tributo. Quedó bajo el dominio Qing y siguió siendo un kanato como parte del Imperio Qing. El título " Jasak Tarkhan" fue concedido a Abdullah Beg Tarkhan (hijo del gobernante Kumul Muhammad Shah-i-Beg Tarkhan), gobernante de Hami en 1696 después de someterse a los Qing como vasallo durante la Guerra Dzungar-Qing . 
El kanato había luchado contra el Kanato de Zungaria por los Qing. Kumul continuó como kanato vasallo cuando Xinjiang se transformó en provincia en 1884 después de la revuelta de Dungan.
Los kanes también recibieron el título de Qinwang (Príncipe de primer rango Chino) por el Imperio Qing. La corte Qing concedió a los khans un enorme poder, con la excepción de administrar la ejecución, que tenía que ser permitida por un funcionario chino destinado en Kumul.   Los khans eran oficialmente vasallos del emperador de China, y cada seis años debían visitar Beijing para servir al emperador durante un período de 40 días.  
También era conocido como el principado de Kumul y los chinos lo llamaban Hami. Los kanes eran amigables con el gobierno y las autoridades chinas. 
El khan Muhammad y su hijo y sucesor Khan Maqsud Shah cobraron fuertes impuestos a sus súbditos y los extorsionaron con trabajos forzados, lo que resultó en dos rebeliones contra su gobierno en 1907 y 1912. 
El khan contaba con la asistencia de un canciller/visir/ministro principal en su corte. El último khan, Maqsud Shah, tenía a Yulbars Khan, el príncipe tigre de Hami, como canciller. 

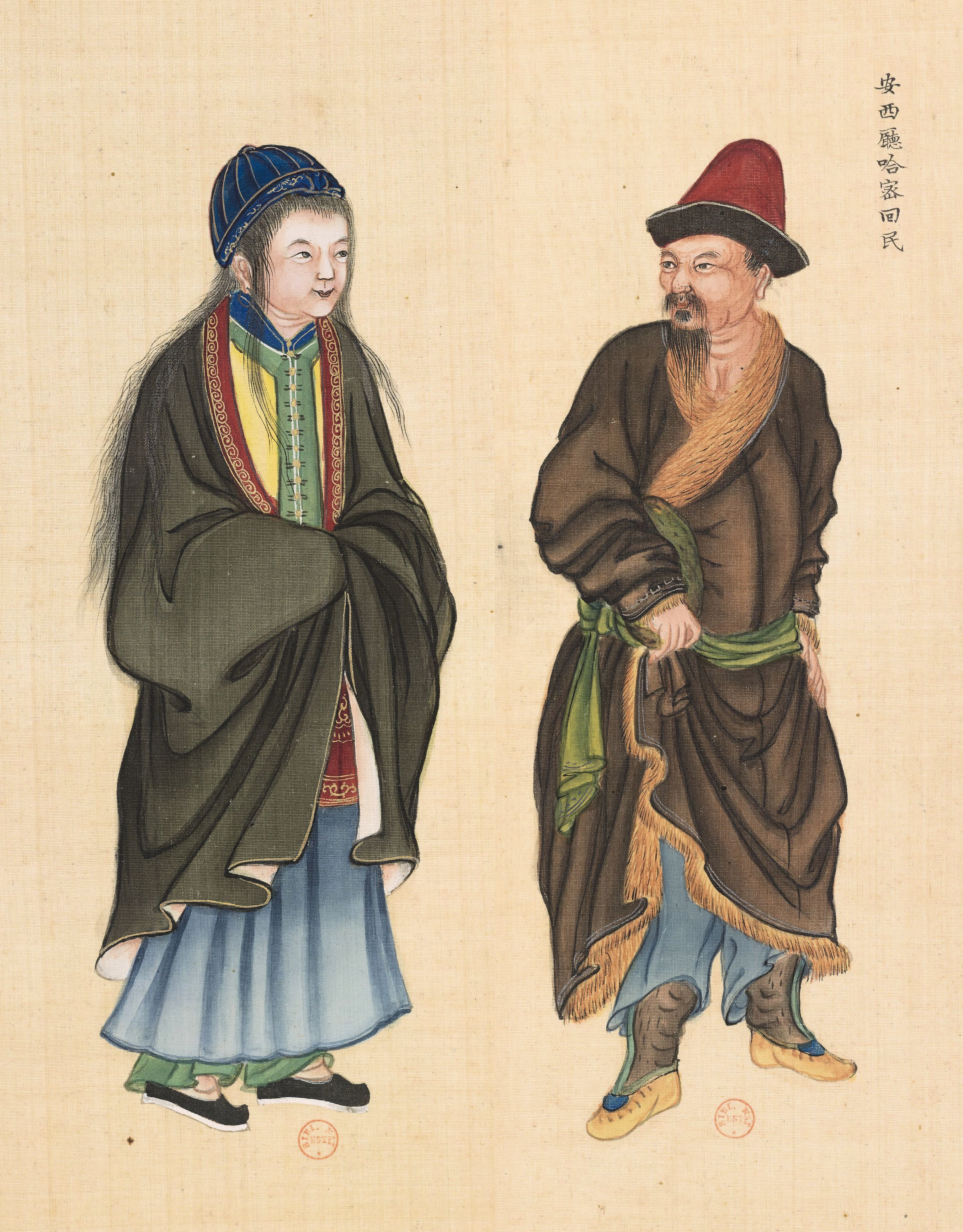
Pueblo uigur de Hami. Huang Qing Zhigong Tu, 1769

El kan pagó un pequeño tributo anual a Urumqi y, a cambio, el gobierno de Sinkiang le pagó un subsidio formal de 1.200 taels de plata cada año; sin duda, en opinión de Yang Zengxin, una suma lo suficientemente pequeña como para garantizar la obediencia continua del kanato estratégicamente vital. 
El gobernador chino Han de Sinkiang, Yang Zengxin, era un monárquico y toleraba el kanato. Era amigable con el khan Maqsud Shah.
Alrededor de la década de 1920, agentes secretos japoneses comenzaron a explorar el área de Kumul.
Fue la existencia del kanato lo que impidió que los uigures se rebelaran, ya que el kanato representaba un gobierno donde reinaba un hombre de su etnia y religión. La abolición del kanato provocó una sangrienta rebelión . 
En 1928, poco después del asesinato de Yang Zengxin, se calculaba que el anciano Maqsud Shah lideraba una población de entre 25.000 y 30.000 Kumulliks. El khan tenía la responsabilidad de recaudar impuestos y administrar la justicia; su gobierno se apoyaba en veintiún Begs, cuatro de los cuales se encargaban del propio Kumul, otros cinco manejaban las aldeas de las llanuras, y los doce restantes administraban las regiones montañosas de Barkul y Karlik Tagh. Además, Maqsud Shah mantenía una milicia uigur que se rumoreaba estaba mejor entrenada que su contraparte en la Ciudad Vieja, mayormente china. El suelo del oasis era fértil y estaba bien cultivado, y las condiciones de vida de los Kumulliks antes de 1929 eran generalmente satisfactorias y prósperas. Según los misioneros británicos Mildred Cable y Francesca French, quienes conocían personalmente a Maqsud Shah, la continuidad del Kanato de Kumul tenía también una importancia psicológica para los uigures de Turfan y la cuenca del Tarim. Ellos toleraban el dominio chino siempre y cuando su propio gobierno estuviera firmemente establecido en Hami bajo el Khan Maqsud Shah, quien aún llevaba con orgullo el título de Rey del Gobi.
Tras la muerte de Maqsud Shah el 6 de junio de 1930, Jin Shuren reemplazó el kanato con tres distritos administrativos provinciales normales: Hami, Yihe y Yiwu. Esto desencadenó la rebelión de Kumul, en la que el Kan Yulbars  intentó restaurar al heredero Nasir en el trono. 

## Lista de kanes
La lista de kanes del Kanato de Kumul es la siguiente: 
| Generación     | Nombre                                              | Años de reinado | Información |
| -------------- | --------------------------------------------------- | --------------- | --- |
| 1º generación  | Abdullah Beg 額貝都拉 é-bèi-dōu-lā                  | 1697–1709       | En el año 36 del reinado de Kangxi, le fue otorgado el título de Jasagh Darhan de Primer Rango. Falleció a los 48 años, durante el reinado de Kangxi. |
| 2º generación  | 郭帕 guō-pà, Gapur Beg                              | 1709–1711       | El hijo mayor de Abdullah Beg. En el año 48 del reinado de Kangxi, le fue otorgado el título de Jasagh Darhan de Primer Rango. Falleció en el quincuagésimo año del reinado de Kangxi. |
| 3º generación  | Emin 額敏 É-mǐn                                     | 1711–1740       | El hijo mayor de Gapur Beg. En el quincuagésimo año del reinado de Kangxi heredó el título de Jasagh Darhan de Primer Rango. En el quinto año del reinado de Yongzheng fue ascendido a Zhenguo Gong (鎮國公; Duque que Guarda el Estado); en el séptimo año del reinado de Yongzheng, fue ascendido a Gushan Beizi (固山貝子; Príncipe del Estandarte). Falleció durante el quinto año del reinado de Qianlong                                                                                                  |
| 4º generación  | Yusuf 玉素甫 Yù-sù-fǔ or Yusup 玉素卜yù sù bǔ       | 1740–1767       | El hijo mayor de Emin. En el quinto año del reinado de Qianlong heredó el título de Jasagh Zhenguo Gong. En el décimo año del reinado de Qianlong fue ascendido a Gushan Beizi. En el vigésimo tercer año del reinado de Qianlong le fue otorgado el título de Beile pinji (貝勒品級). En el vigésimo cuarto año del reinado de Qianlong, le fue concedido el título de Duoluo Beile (多羅貝勒) y el título de Junwang pinji (郡王品級). Falleció en el duodécimo mes del trigésimo primer año (enero de 1767). |
| 5º generación  | Ishaq 伊薩克 yī-sà-kè                               | 1767–1780       | El segundo hijo de Yusuf. En el trigésimo segundo año del reinado de Qianlong heredó el título de Junwang pinji Jasagh Duoluo Beile. Falleció a los 45 años. |
| 6º generación  | Ardashir 額爾德錫爾 é-Ěr-dé-xī-ěr                   | 1780–1813       | El hijo mayor de Ishaq. En el año 45 del reinado de Qianlong, heredó el título de Junwang pinji Jasagh duoluo beile. En el año 48, por orden imperial, se le concedió la sucesión permanente (todos sus descendientes heredarían automáticamente su título). En el año 18 del Emperador Jiaqing falleció. |
| 7º generación  | Bashir 博錫爾 bó-xī-ěr                              | 1813–1867       | |
| 8º generación  | Muhammad 賣哈莫特 mài-hǎ-mò-tè                      | 1867–1882       | El hijo de bó-xī-ěr. En el sexto año del reinado de Tongzhi heredó el título de Jasagh Heshuo Qinwang. En el séptimo año del reinado de Guangxu, falleció, sin dejar descendencia. |
| 9º generación  | Maqsud Shah Maqsud Shah 沙木胡索特 shā-mù-hú-suǒ-tè | 1882–1930       | |
| 10º generación | Nasir 聶滋爾 niè-zī-ěr                              | 1930–1934       | El segundo hijo de Maqsud Shah. En el decimonoveno año de la República de China, el decimotercer día del noveno mes, heredó sus títulos. En el vigesimotercer año de la república, falleció. |
| 11º generación | Bashir 伯錫爾 bó-xī-ěr                              | 1934–1949       | El hijo mayor de Nasir. En el vigesimotercer año de la república, en el cuarto mes, heredó sus títulos. Fue arrestado y enviado a prisión. En 1951 falleció mientras estaba en prisión. |